# 加比爾·馬加希斯
加布里埃尔·多斯桑托斯·马加良斯（葡萄牙語：Gabriel dos Santos Magalhães，葡萄牙語發音：[ˌɡabɾiˈɛw dus ˈsɐ̃tus mɐɣɐˈʎɐ̃js]，1997年12月19日—），是一名巴西職業足球員，現時效力英格蘭超級足球聯賽球隊阿仙奴。司職中堅。

## 球會生涯

### 阿瓦伊
馬加希斯於巴西聖保羅出生。13歲時，他乘坐12小時的巴士前往弗洛里亚诺波利斯，準備於艾華爾開始其職業生涯。但馬加希斯因思鄉而於一星期後返回聖保羅。兩星期後，他重新考慮後決定返回，並最終於16歲時簽下首份職業合同。2017年，他隨隊升班至巴西足球甲級聯賽。

### 里爾
2017年1月31日，馬加希斯轉會至法國甲組足球聯賽球隊里爾，簽約4年半。他為里爾B隊上陣數場後，先被外借至執教的托耶，再被外借至克罗地亚足球甲级联赛的球隊薩格勒布戴拿模，於兩隊的一線隊各上陣1次。2018年，馬加希斯返回里爾，於2月10日對陣甘岡的比賽中首次為球隊上陣。全季他共為球隊上陣14次，並於對陣巴黎圣日耳曼時攻入首個入球，助球隊以5比1勝出。
次季，馬加希斯的上陣時間增加，與組成中堅防線。於2019–20年歐洲冠軍聯賽小組賽，他上陣了全部6場比賽。

### 阿仙奴
2020年9月1日，馬加希斯轉會至英格蘭超級足球聯賽球隊阿仙奴。有數間球會對他有意，出價亦符合里爾的要求。阿仙奴最終成功以2700萬鎊（包含浮動條款）的價錢買下他。9月12日，馬加希斯於聯賽第1輪客勝富咸3比0的比賽中，首次上陣並攻入1球。
2021年3月11日，馬加希斯在歐洲聯賽十六強賽對陣奧林匹亞科斯的比賽中踢進在歐足總歐洲聯賽的首球，幫助球隊以3-1獲勝。

## 國家隊生涯
馬加希斯曾代表巴西 U20參加2017年南美洲青年足球錦標賽。他原本將會入選巴西23歲以下國家足球隊出戰2020年夏季奥林匹克运动会，但賽事因2019冠状病毒病疫情而延後至2021年。

## 生涯統計
截至2020年8月28日
| 球會                   | 賽季        | 聯賽                 | 聯賽 | 聯賽 | 盃賽 | 盃賽 | 聯賽盃 | 聯賽盃 | 洲際比賽 | 洲際比賽 | 其他 | 其他 | 總計 | 總計 |
| 球會                   | 賽季        | 聯賽                 | 出場 | 入球 | 出場 | 入球 | 出場   | 入球   | 出場     | 入球     | 出場 | 入球 | 出場 | 入球 |
| ---------------------- | ----------- | -------------------- | ---- | ---- | ---- | ---- | ------ | ------ | -------- | -------- | ---- | ---- | ---- | ---- |
| 艾華爾                 | 2016年      | 巴西足球乙级联赛     | 21   | 1    | 4    | 0    | —      | —      | —        | —        | 14   | 1    | 39   | 2    |
| 里爾                   | 2016–17賽季 | 法國甲組足球聯賽     | 1    | 0    | 0    | 0    | 0      | 0      | 0        | 0        | —    | —    | 1    | 0    |
| 里爾                   | 2018–19賽季 | 法國甲組足球聯賽     | 14   | 1    | 2    | 0    | 1      | 0      | —        | —        | —    | —    | 17   | 1    |
| 里爾                   | 2019–20賽季 | 法國甲組足球聯賽     | 24   | 1    | 1    | 0    | 3      | 0      | 6        | 0        | —    | —    | 34   | 1    |
| 里爾                   | 總計        | 總計                 | 39   | 2    | 3    | 0    | 4      | 0      | 6        | 0        | —    | —    | 52   | 1    |
| 托耶（外借）           | 2017–18賽季 | 法國足球甲級聯賽     | 1    | 0    | 2    | 0    | 1      | 0      | —        | —        | —    | —    | 4    | 0    |
| 薩格勒布戴拿模（外借） | 2017-18賽季 | 克罗地亚足球甲级联赛 | 1    | 0    | 0    | 0    | —      | —      | —        | —        | —    | —    | 1    | 0    |
| 阿仙奴                 | 2020–21賽季 | 英格蘭超級足球聯賽   | 23   | 2    | 1    | 0    | 2      | 0      | 6        | 1        | 0    | 0    | 32   | 3    |
| 生涯總計               | 生涯總計    | 生涯總計             | 85   | 5    | 10   | 0    | 7      | 0      | 12       | 1        | 14   | 1    | 128  | 7    |

1. ↑  包括欧洲冠军联赛和欧足联欧洲联赛的賽事
2. ↑  包括巴西聖卡塔琳娜州聯賽（英语：Campeonato Catarinense）和巴西超級聯賽

## 榮譽
薩格勒布戴拿模
- 克罗地亚足球甲级联赛：2017-18（英语：2017–18 Croatian First Football League）[15]
- 克羅地亞盃：2018（英语：2017–18 Croatian Football Cup）[16]

 兵工廠
- 英格蘭社區盾冠軍：2023年[17]

## 外部連結
- Soccerway資料庫：加比爾·馬加希斯